# Fastovetskaia
Fastovetskaia - Фастовецкая (rus) - és una stanitsa del krai de Krasnodar, a Rússia. Es troba a les planes de Kuban-Priazov, a la vora del riu Tikhonkaia, tributari del Txelbas. És a 7 km al nord-est de Tikhoretsk i a 131 km al nord-est de Krasnodar.
Pertanyen a aquesta stanitsa els khútors de Tikhonki i Krinitsa.

## Història
La vila fou fundada el 1829 com el poble de Tikhorétskoie. El 1848 rebé l'estatus de stanitsa amb el nom de Tikhorétskaia. Entre el 1888 i el 1902 fou capital del raion de Kavkàzskaia de la província de Kuban. El 1924 s'integrà al raion de Tikhoretsk i el 1930 fou rebatejada amb el nom actual.

## Demografia
| 1890  | 1959  | 1979  | 2002  | 2006  | 2010  |
| ----- | ----- | ----- | ----- | ----- | ----- |
| 5.000 | 5.771 | 7.473 | 8.694 | 8.836 | 8.573 |